# Телятники (Пронский район)
Телятники — село в Пронском районе Рязанской области России, входит в состав Октябрьского сельского поселения.

## География
Село расположено в 3 км на север от центра поселения села Октябрьское и в 19 км на запад от райцентра посёлка Пронск. 

## История
До XIX века Телятники в качестве деревни входили в состав Казанского прихода к селу Богородицкому. По устроении в селе Телятники деревянной церкви во имя иконы Божией Матери Казанской, ктитором которой по клировым ведомостям считается Андрей Иванович Бурцев, прежнее село Богородицкое вместе с деревней Горохово вошло в состав новоустроенного прихода, в котором числились 74 двора.  
В XIX — начале XX века село входило в состав Дурновской волости Пронского уезда Рязанской губернии. В 1905 году в селе было 49 дворов.
С 1929 года село являлось центром Телятниковского сельсовета Пронского района Рязанского округа Московской области, с 1937 года — в составе Рязанской области, с 2005 года — в составе Октябрьского сельского поселения.

## Население
| 1859 | 1906 | 2010 |
| ---- | ---- | ---- |
| 227  | ↗395 | ↘3   |

## Достопримечательности
В селе находится полуразрушенная Казанская церковь.